# Hans-Joachim Riecke
Hans-Joachim Riecke (Dresde, 20 juin 1899 – Hambourg, 11 août 1986) était un politicien nazi et un  SS-Gruppenführer. Au cours de la Seconde Guerre mondiale, il fut secrétaire d'état auprès du ministre allemand de l'alimentation et de l'agriculture Herbert Backe, qui planifia et mis en œuvre le plan de la faim.

## Biographie
Né à Dresde le 20 juin 1889, Riecke étudie l'agriculture à l'université de Leipzig et obtient son diplôme en 1925, année au cours de laquelle il rejoint le parti nazi. De 1925 à 1933, il travaille pour la Chambre d'agriculture de Münster-Westphalie, où il prendra la direction du département de l'agriculture. De 1933 à 1936, il est ministre d'état de l'État libre de Lippe placé sous l'autorité du Reichsstatthalter Alfred Meyer. En 1936, il devient chef de département (Ministerialdirektor) au ministère allemand de l'alimentation et de l'agriculture dirigé par Herbert Backe.
Au cours de la Seconde Guerre mondiale Riecke est le principal adjoint de Backe et dirige le département de l'agriculture du service économique de l'Est. À ce titre, il prend une part active dans la mise en place du plan de la faim, qui cause la famine de la population slave dans les territoires occupés par l'Allemagne en Union soviétique en confisquant toutes les fournitures alimentaires au profit de la population allemande et des troupes de la Wehrmacht déployées sur le Front de l'Est. En 1942, Riecke devient secrétaire d'état, puis, en 1944, secrétaire permanent du ministère. Toujours en 1944, il passe de la SA à la SS, avec le grade de Gruppenführer.
Riecke est arrêté le 23 mai 1945 et il est interné jusqu'en mars 1949. Il témoigne au procès de Nuremberg en avril 1946 comme témoin de la défense d'Alfred Rosenberg. Il témoigne également, en février 1948, au cours du procès des ministères où il est cité dans le cadre de l'accusation contre Walther Darré. 
De 1952 à 1970, Riecke travaille comme chef du département économique de la Alfred C. Toepfer Company, active dans le commerce de gros de produits agricoles, en particulier de grain. Il devient ensuite, jusqu'en 1976, directeur adjoint de la fondation Alfred Toepfer, puis, jusqu'à sa mort, membre honoraire de la fondation.